# Caroline Sandegren
Caroline "Carro" Sandegren, född 16 september 1986 i Örebro, tävlar i motocross. Tävlar för klubben Storå MS och har tagit klubbens första SM-poäng sen klubben grundades på 80-talet.
Caroline Sandegren började köra motocross vid 16 års ålder på Storås motocrossbana som ligger vid gruvområdet i Stråssa. Vid 17 års ålder började hon tävla och tog sina och Storå MS första SM-poäng vid 20 års ålder.